# Babilon
Babilon je antički grad u Mezopotamiji, blizu suvremenog grada Al Hillah u Iraku. Babilon je bio glavni grad Babilonskog Carstva. Ime mu potječe od hebrejske riječi Bābel (grčki Babylon) prema akadskoj riječi Babilu, što znači „Božja vrata”, a koja je bila prijevod sumerskog imena za grad, Kadingirra. 
Babilon je upisan na UNESCO-ov popis mjesta svjetske baštine u Aziji 2019. godine jer su „njegovi ostaci, vanjske i unutarnje gradske zidine, vrata, palače i hramovi, jedinstveno svjedočanstvo jedne od najutjecajnijih carstava drevnog svijeta. Sjedište uzastopnih carstava, pod vladarima poput Hamurabija i Nabukodonozora II., Babilon predstavlja izraz kreativnosti Novobabilonskog Carstva na svom vrhuncu. Povezanost grada s jednim od sedam svjetskih čuda antike (Viseći vrtovi Semiramide), također je inspirirala umjetničku, popularnu i vjersku kulturu na globalnoj razini.”.

## Povijest
Grad se prvi put spominje na pločici Sargona Akadskog iz 24. stoljeća pr. Kr., kad je Sargon Akadski od grada napravio središte svoje države. Moć i stanovništvo su pali tijekom narednih nekoliko stoljeća i grad je bio prilično nevažan sve dok nije postao glavni grad Hamurabijeva carstva u 18. stoljeću pr. Kr. Od tada, grad je bio glavni grad Babilonije, iako je tijekom vladavine Kasita bio nazvan Karanduniaš.
Grad je bio na rijeci Eufrat, podjeljen jednako na oboje strane rijeke i sa strmnim nasipima da bi se zadržale sezonske poplave. U narednim godinama Babilon je rastao u veličini i raskoši, ali je također postao podložan Asiriji. Grad se pobunio protiv asirske vladavine u doba Mušezib-Marduka i ponovo u doba Šamaš-šum-ukina, ali je oba puta bio pod opsadom i ponovo osvojen, prvi put ga je osvojio Sanherib i drugi put Asurbanipal.
Tijekom vladavine Sanheriba Babilon je bio u stalnom stanju ustanka, koje je bilo ugašeno tek nakon što je 689. pr. Kr. Senakerib naredio kompletnu destrukciju grada. Svi zidovi, palače, i hramovi su bili uništeni, a ostatci bačeni u kanal Arakhtu. Ovaj čin je razbudio vjersku svijest Mezopotamije, i vjerojatno je zbog toga Sanherib nedugo kasnije bio ubijen. Njegov nasljednik Esarhadon je odmah ponovo izgradio stari grad, okrunio se tu, i napravio dom u gradu za dio godine. Nakon njegove smrti Babilonija je određena njegovom najstarijem sinu Šamaš-šum-ukinu, koji je kasnije vodio pobunu protiv brata Asurbanipala Asirskog.
Još jedanput se Babilon našao pod opsadom Asiraca. Asur-bani-pal je brzo osvojio grad, ali kad je 612. pr. Kr. pala Niniva, Babilon se oslobodio asirske vlasti i postao glavni grad novog Babilonskog Carstva. 605. pr. Kr. Babilonci su pobijedili Egipćane u bitci kod Karkemiša i maknuli ih sa svjetske pozornice. Tijekom ovog doba neovisnosti pod Nabopolasarom počelo je novo razdoblje arhitektonskih radova, a njegov sin Nabukodonosor II. je od grada napravio čudo antičkog svijeta. Nabukodonosor II. je izgradio Ištarine dveri, obnovio Etamenanski hram, i izgradio viseće vrtove Babilona (jedno od sedam svjetskih čuda).
Godine 539. pr. Kr. Babilon osvaja Kir Veliki, kralj Perzijskog Carstva, koji je dopustio Židovima u Babilonu da se vrate svojim kućama. Pod vladavinom Kira Velikog i kasnije Darija Velikog, Babilon je postao centar znanja i znanstvenog napretka. Babilonski znanstvenici su napravili karte zviježđa i uspostavili temelje suvremene astronomije i matematike. Međutim, tijekom vladavine Darija III., Babilon je počeo stagnirati.
Godine 331. pr. Kr. perzijski kralj Darije III. doživio je poraz od makedonskog vladara Aleksandra Velikog u bici kod Gaugamele. U listopadu iste godine, Aleksandar osvaja Babilon i imenuje ga svojom prijestolnicom. Pod njegovom vladavinom, Babilon je ponovo prosperirao kao središte znanja i trgovine. No, nakon Aleksandrove tajanstvene smrti 323. pr. Kr., njegovo carstvo je podijeljeno među njegovim generalima i slijede desetljeća ratovanja. Zbog toga je Babilon gotovo posve napušten već oko 275. pr. Kr.
Poznavanje Babilona temelji se na pisanim vrelima (Hekatej iz Mileta, Herodot, Ktezija), dešifriranim zapisima na klinovu pismu te arheološkim iskapanjima koja je izveo nijemac Robert Johann Koldewey od 1899. do 1917. godine.

## Opis
Babilon leži u srcu Mezopotamije, tamo gdje se jedna drugoj približavaju rijeke Eufrat i Tigris, 75 kilometara južno od Bagdada. Stari Babilon ležao je sred veličanstvenih plantaža palmi datulja i bio stalno opskrbljen vodom. Nalazio se na raskrižju velikih trgovačkih putova koji su vodili iz Male Azije i Zakavkazja prema Perzijskom zaljevu i s obale Sirije prema Iranskoj Visoravni.
Danas do ostataka najstarije metropole starog vijeka vodi dobra automobilska cesta. Prvo što posjetitelj dolazeći sa sjevera ugleda visoki je brežuljak nepravilnog oblika Tell Babil, koji čuva ruševine Nabukodonozorove ljetne rezidencije. Cesta potom prelazi najsjevernije dijelove gradskih zidina, od kojih još postoji samo nešto nalik na grebene u obliku brane, i dovodi putnika na vanjski dio Nabukodonozorovog Babilona.
Usporedno s automobilskom cestom pruža se željeznička pruga što povezuje Bagdad s Basrom. Područje na kojem je nekada postojao Babilon postalo je toliko beznačajno da se na njemu ne zaustavlja čak ni lokalni vlak.
Pretpostavlja se kako je Babilon bio najveći grad na svijetu od oko 1770. – 1670. pr. Kr., te ponovno oko 612. – 320. pr Kr. Vjerojatno je također bio prvi grad koji je imao preko 200.000 stanovnika.
Babilon je imao pravokutnu osnovu opasanu bedemima, a od devet gradskih vrata najpoznatija su Ištarine dveri urešene s 575 reljefnih lavova, zmajeva i bikova. U grad je vodilo devet širokih ulica i u njeu je bilo više hramova; najznačajniji je boga Marduka, glavnoga božanstva, zaštitnika Babilona i nakon Hamurabija Babilonije, te hramovi Ninmahe, božice Ištar, Belit-Nine, Adadov i Šamašov. Među palačama se posebice izdvaja ljetna palača Nebukadnezarova, udaljena oko 3 km od središta grada. Zigurat Etemenanki, koji je možda nadahnuo biblijsku priču o babilonskom tornju, čini se da je utvrđeno mjesto gdje su se nalazili vrtovi koji se pripisuju legendarnoj asirskoj kraljici Semiramidi, a koje su antički narodi ubrajali u sedam svjetskih čudesa, Semiramidini viseći vrtovi.
Danas je ovo veliko područje nepregledna gomila svjetlosmeđih krhotina, pijeska i opeka, čiju sumornu jednoličnost remete palme datulja i iskopine. Jedini čovjek koji živi unutar drevnog grada čuvar je ruševina i malog muzeja pod upravom Iračkog odjela za starine. Njegova je kuća uz sam muzej, uz ruševine četvrti palača. Ruševine danas zorno potvrđuju istinitost proročanstva o Babilonu koje je prije 2.700 godina napisao prorok Izaija: 

## Vanjske poveznice
- Babilon u biblijskoj povijesti na jw.org
- Nijemac koji je otkopavao Babilon u Mezopotamiji – 1925., Dnevno.hr, 03. veljače 2015.